# Мандал (Норвегия)
Мандал (норв. Mandal) — коммуна в губернии Вест-Агдер в Норвегии. Административный центр коммуны — город Мандал. Официальный язык коммуны — букмол. Население коммуны на 2007 год составляло 14 400 чел. Площадь коммуны Мандал — 222,47 км², код-идентификатор — 1002.

## История коммуны
В 2009 году в Мандале был обнаружен рунический камень IV—VI века с надписями старшим футарком.
Население коммуны за последние 60 лет.

Статистика коммуны Мандал